# Geometría descriptiva

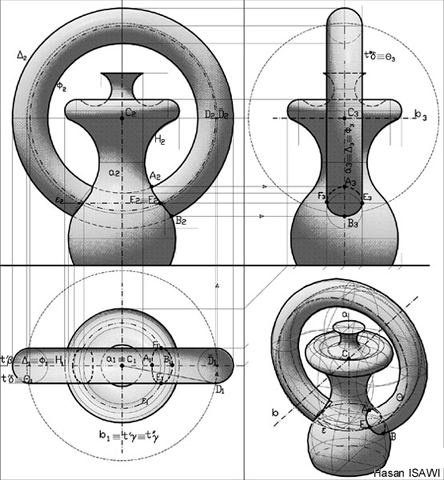
Cuatro representaciones bidimensionales (2D) del mismo objeto tridimensional (3D)

La geometría descriptiva es un conjunto de técnicas geométricas que permite representar el espacio tridimensional sobre una superficie bidimensional. Por tanto, una «lectura» adecuada posibilita resolver problemas espaciales en dos dimensiones de modo que se garantiza la reversibilidad del proceso.
En la época actual se reconocen dos modelos, en los cuales se les considera: 1) «lenguaje» de representación y de sus aplicaciones; 2) tratado de geometría. Aunque no es exactamente lo mismo, su desarrollo ha estado relacionado con el de la geometría proyectiva.

## Breve reseña histórica
Desde la Antigüedad, como lo demuestran ciertos dibujos encontrados en cuevas prehistóricas, el hombre ha sentido siempre necesidad de representar gráficamente su entorno, pero no es sino hasta el Renacimiento cuando se intenta ilustrar la profundidad. Previamente los constructores necesitaron realizar representaciones fieles de las piezas que debían realizar. El mejor exponente de ello es la cantería del final de la Edad Media y el Renacimiento. Los canteros realizaron complejas estereotomías en tercera dimensión, en particular en las difíciles piedras de los encuentros entre arcos o entre bóvedas. Quedan, como testimonio del nivel al que llegó la estereotomía y sus herramientas gráficas, entre otros los tratados de Alonso de Vandelvira. Otros artesanos de la construcción como los carpinteros debieron dominar herramientas semejantes para realizar las complicadas techumbres de los grandes edificios de esas épocas.
Los nuevos imperativos de representación del arte y de la técnica impulsan a ciertos humanistas a estudiar propiedades geométricas para obtener nuevos métodos que les permitan proyectar fielmente la realidad. Aquí se enmarcan figuras como Luca Pacioli, Leonardo da Vinci, Alberto Durero, Leone Battista Alberti, Piero della Francesca y muchos más. Junto a ellos destaca Filippo Brunelleschi, que codificó la perspectiva cónica a partir de las especulaciones medievales sobre la reflexión de los espejos.
Al descubrir la perspectiva y la sección, todos ellos crean la necesidad de implantar las bases formales en las que se asiente la nueva modalidad de geometría que ésta implica: la geometría proyectiva, cuyos principios fundamentales aparecen de la mano de Gérard Desargues en el siglo XVII. Esta nueva geometría también la estudiaron Blaise Pascal y Philippe de la Hire, pero debido al gran interés suscitado por la geometría cartesiana (geometría analítica) y sus métodos, no alcanzó tanta difusión.
El posterior desarrollo de la técnica requirió aplicaran las teorías matemáticas a la práctica, proceso que culminó en 1795 con la publicación de la obra de Gaspard Monge, Geometría descriptiva.

## La geometría
La geometría es una parte de las matemáticas mediante la cual se estudian las propiedades y las medidas de las figuras en el plano y en el espacio.
Se distinguen varias clases de geometría:
- Geometría algebraica. Estudio de las propiedades algebraicas de las curvas y sus intersecciones.
- Geometría analítica. Estudio de figuras mediante un sistema de coordenadas y métodos de análisis matemático.
- Geometría diferencial. Tratado sobre curvas y superficies con los recursos del cálculo infinitesimal y de la topología general.
- Geometría plana. Se consideran las figuras cuyos puntos están todos en un plano.
- Geometría del espacio. Se estudian las figuras cuyos puntos no están todos en un mismo plano.
- Geometría proyectiva. Se tratan las proyecciones de las figuras sobre un plano.
- Objetivos de la geometría descriptiva:

- Solución de los problemas de la geometría del espacio por medio de operaciones efectuadas en un plano.
- Representación de las figuras de los sólidos en un plano.
- Suministrar las bases del dibujo técnico.

### Formas geométricas

#### Clasificación de las formas geométricas elementales
Formas geométricas planas:
- polígonos
- recta
- secciones cónicas

Formas geométricas espaciales:
- superficies regladas
- poliedros regulares
- pirámide
- cuña
- prisma
- superficies de revolución:

- cilindro
- cono
- esfera
- elipsoide
- paraboloide
- hiperboloide

- superficies no regladas

## Aplicaciones
En la geometría descriptiva, toda disciplina que requiera representación de elementos en superficies planas (papel) puede encontrar una gran aliada. Por ello a esta área del conocimiento se le incluye en todos los planes de estudios de ingeniería, arquitectura, diseño, topografía, entre otros. En una de sus ramas se estudia la proyección acotada, en la cual se basan los planos topográficos y de obras públicas, normalmente trazados e interpretados por topógrafos.
Como asignatura de estudio obligatorio en las escuelas de ingeniería y de arquitectura de todo el mundo, mediante el estudio de la geometría descriptiva se procura desarrollo intelectual del estudiante en dos campos distintos, complementarios:
- Comprensión del espacio tridimensional que rodea al individuo.
- Desarrollo de una estructura de pensamiento lógica.

Se trata por tanto de la asignatura teórica de mayor componente gráfico (dibujo) o, "es la asignatura gráfica de un mayor contenido teórico"
Esto permite al profesional cimentar las bases de otras disciplinas, como la mecánica de cuerpos rígidos, deformables y fluidos, por cuya virtud simultáneamente enfrenta los problemas específicos de su área mediante un enfoque heurístico (práctico) –no memorístico– de la realidad objeto de estudio.
Se podría afirmar que la Geometría descriptiva es al ejercicio profesional del diseñador lo que la gramática es al idioma (Harry Osers).